# Krupka
Krupka (deutsch Graupen) ist eine Stadt im Ústecký kraj in Tschechien. An die historische Bedeutung und Größe der alten Bergstadt erinnert die gut erhaltene Denkmalzone mit Bauten aus der Zeit der Gotik und Renaissance.

## Geographie

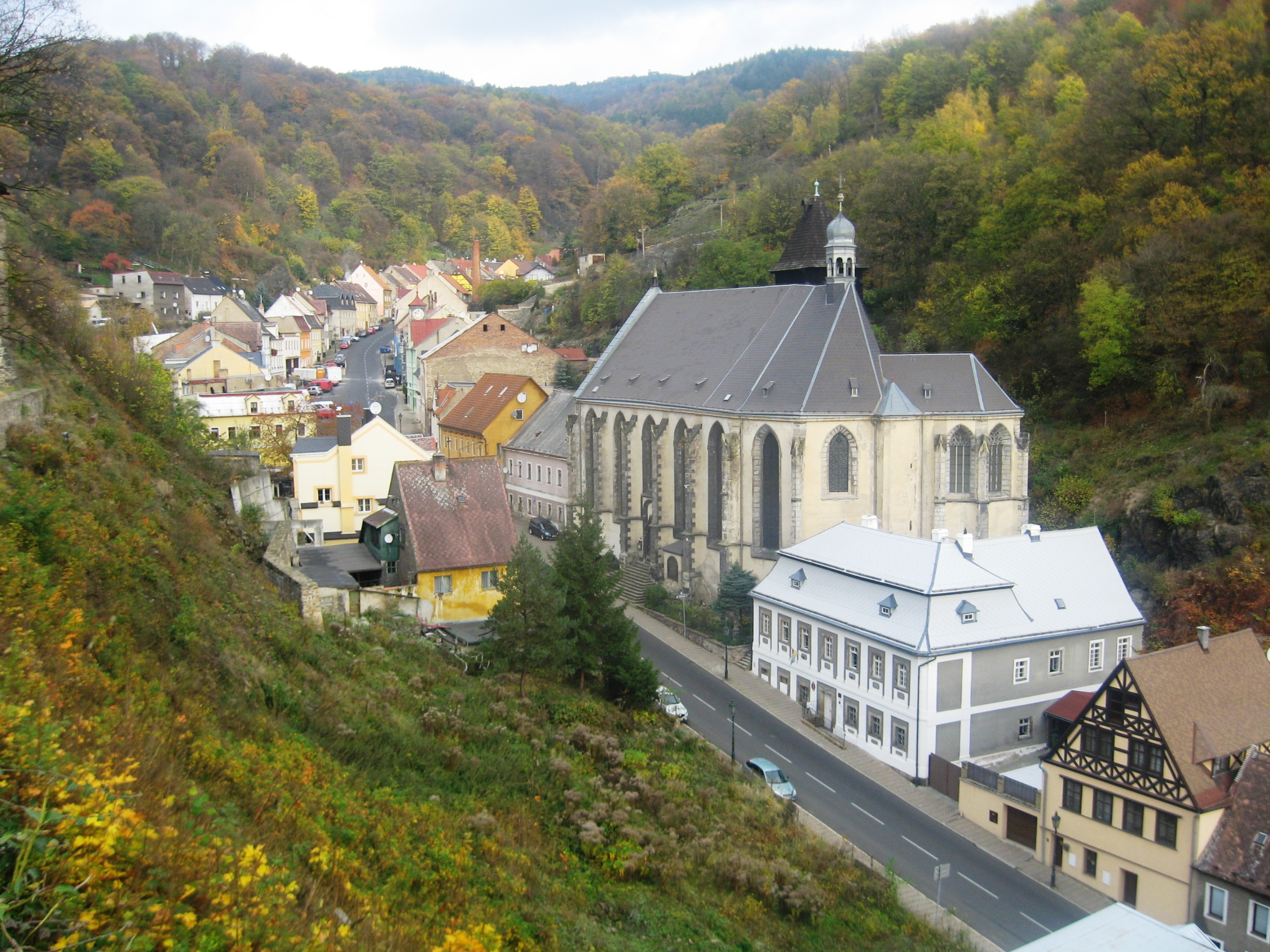
Talkessel mit dem historischen Zentrum der Stadt (rechts im Bild die Kirche Mariä Himmelfahrt)

### Geographische Lage
Die Stadt liegt in Nordböhmen unmittelbar am Fuß des Südabfalls des Erzgebirges.

### Gemeindegliederung
Die Stadt besteht aus den Ortsteilen Bohosudov (Mariaschein), Fojtovice (Voitsdorf), Horní Krupka (Obergraupen), Krupka (Graupen), Maršov (Marschen), Nové Modlany (Neu Modlan), Soběchleby (Sobochleben), Unčín (Hohenstein) und Vrchoslav (Rosenthal). Grundsiedlungseinheiten sind Bohosudov, Dolní Krupka (Untergraupen), Dolní Maršov (Unter Marschen), Fojtovice, Habartice (Ebersdorf), Horní Krupka, Krupka-střed, Kyšperk (Geiersberg), Maršov, Maršov-sídliště, Maršovské sídliště-jih, Medvědí vrch, Mohelnice (Müglitz), Nové Modlany, Pod státní silnicí, Soběchleby, U Svatého Prokopa, Unčín und Vrchoslav.
Das Gemeindegebiet gliedert sich in die Katastralbezirke Bohosudov, Fojtovice u Krupky, Habartice u Krupky, Horní Krupka, Krupka, Maršov u Krupky, Mohelnice u Krupky, Nové Modlany, Soběchleby u Krupky, Unčín u Krupky und Vrchoslav.

### Nachbarorte
|                                                 | Altenberg                                   | Petrovice (Peterswald), Telnice (Tellnitz) |
| Dubí (Eichwald)                                 | Kompassrose, die auf Nachbargemeinden zeigt | Chlumec (Kulm), Přestanov (Priesten)       |
| Proboštov (Probstau), Teplice (Teplitz-Schönau) | Srbice (Serbitz), Modlany (Modlan)          | Chabařovice (Karbitz)                      |

## Geschichte
Die Geschichte der Stadt ist eng mit der Zinngewinnung im östlichen Erzgebirge verbunden. Der Ort Graupen soll schon 1146 bestanden haben, die erste urkundliche Erwähnung als Stadt stammt aus dem Jahre 1330. Nach ersten Zinnfunden erlebte Graupen seine Blütezeit im 13. und 14. Jahrhundert. Zum Schutz der Bergwerke und des Handelsweges wurde um 1300 die Burg Graupen errichtet. Während der Hussitenkriege 1426 und 1429, im Dreißigjährigen Krieg und nach zahlreichen Stadtbränden wurde die Stadt mehrmals zerstört. 
Die Pfarrkirche Mariä Himmelfahrt kommt schon in den Errichtungsbüchern von 1384 und 1394 vor, besteht aber, da sie 1633 zerstört wurde, in ihrer jetzigen Gestalt erst seit 1669. 1478 wurden durch den König Wladislaw II. die Stadtrechte bestätigt und ein Stadtwappen (Wappenbrief) verliehen. 1497 wurde die Graupener Schützengesellschaft (die älteste Schützenbruderschaft Böhmens) gegründet.
Die Stadt wechselte mehrfach ihre Besitzer. 1529 fiel sie durch Kauf, 1547 nochmals durch Zwangsübergabe an den König von Böhmen Ferdinand I. und wurde damit Königliche Freie Bergstadt. Thimo V. von Colditz verkaufte 1557 den Besitz Graupen mit der Burg an Kaspar von Schönburg. Im 17. Jahrhundert war sie im Besitz der Herren Sternberg und wurde 1710 durch Graf Franz Clary-Aldringen erworben. 

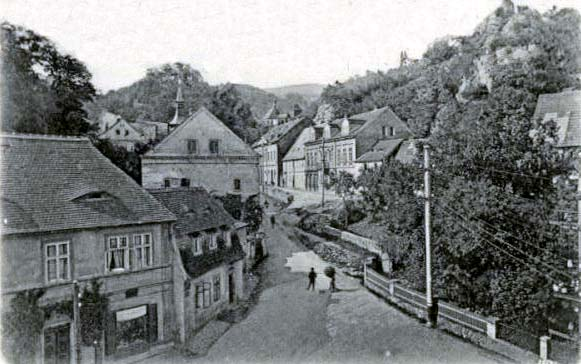
Stadt und Burg Graupen (um 1908)

Durch Kriegsschäden und wachsende Konkurrenz ging der Bergbau im 17. Jahrhundert zurück und Graupen wandelte sich in eine Industriestadt, in der zu Beginn des 19. Jahrhunderts mit dem Abbau von Braunkohle begonnen wurde. Im 20. Jahrhundert kam die Gewinnung von Wolframit, Molybdänit und Flussspat hinzu. Am 5. August 1904 vernichtete ein Großbrand Teile des unteren Stadtteils.
Nach dem Ersten Weltkrieg wurde Graupen 1919 der neu geschaffenen Tschechoslowakei zugeschlagen. 1930 lebten in Graupen 4.082 Menschen. Davon waren 3.282 Deutschböhmen und 364 Tschechen. Aufgrund des Münchner Abkommens gehörte Graupen von 1938 bis 1945 zum Landkreis Teplitz-Schönau, Regierungsbezirk Aussig, im deutschen Reichsgau Sudetenland. Die deutschen Einwohner wurden 1945 enteignet und vertrieben. Nach 1945 zogen viele Neubürger aus Zentralböhmen, Slowaken sowie Roma in diese Region. 1956 wurde die Erzförderung eingestellt, 1969 auch der Flussspatbergbau.

### Einwohnerentwicklung
Bis 1945 war Graupen überwiegend von Deutschböhmen besiedelt, die vertrieben wurden.
| Jahr | Einwohner | Anmerkungen                                              |
| ---- | --------- | -------------------------------------------------------- |
| 1830 | 1408      | in 252 Häusern                                           |
| 1857 | 3403      | am 31. Oktober                                           |
| 1869 | 2320      |                                                          |
| 1880 | 2904      |                                                          |
| 1890 | 3304      |                                                          |
| 1900 | 3543      | deutsche Einwohner                                       |
| 1910 | 4102      |                                                          |
| 1921 | 3882      |                                                          |
| 1930 | 4092      | nach anderen Angaben 3882 Einwohner, davon 3356 Deutsche |
| 1939 | 3912      | [ 10 ]                                                   |

| Jahr      | 1950 1 | 1961 2 | 1970 2 | 1980 3 | 1991 3 | 2001 3 | 2011 3 |
| Einwohner | 2943   | 8548   | 8320   | 9336   | 12620  | 13318  | 13147  |

## Kultur und Sehenswürdigkeiten

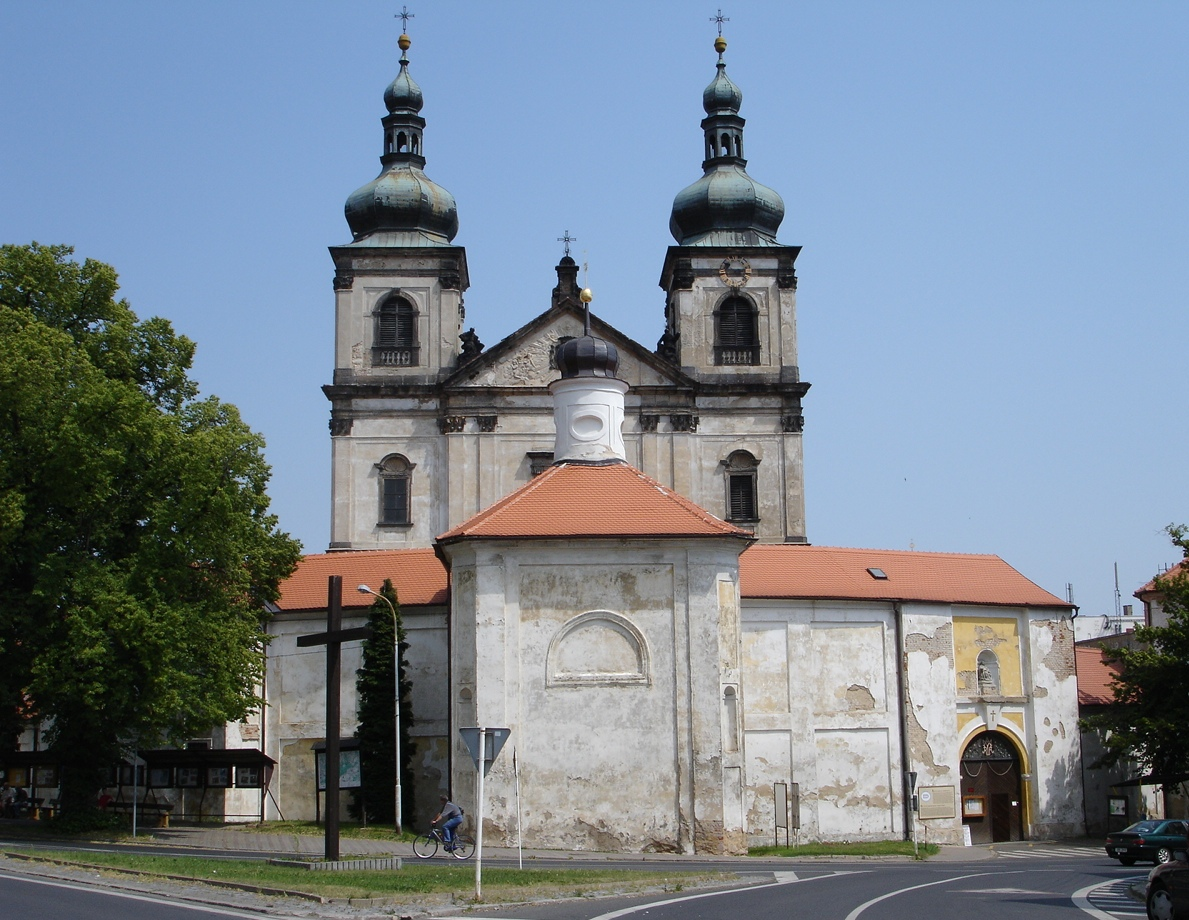
Wallfahrtskirche Mariaschein

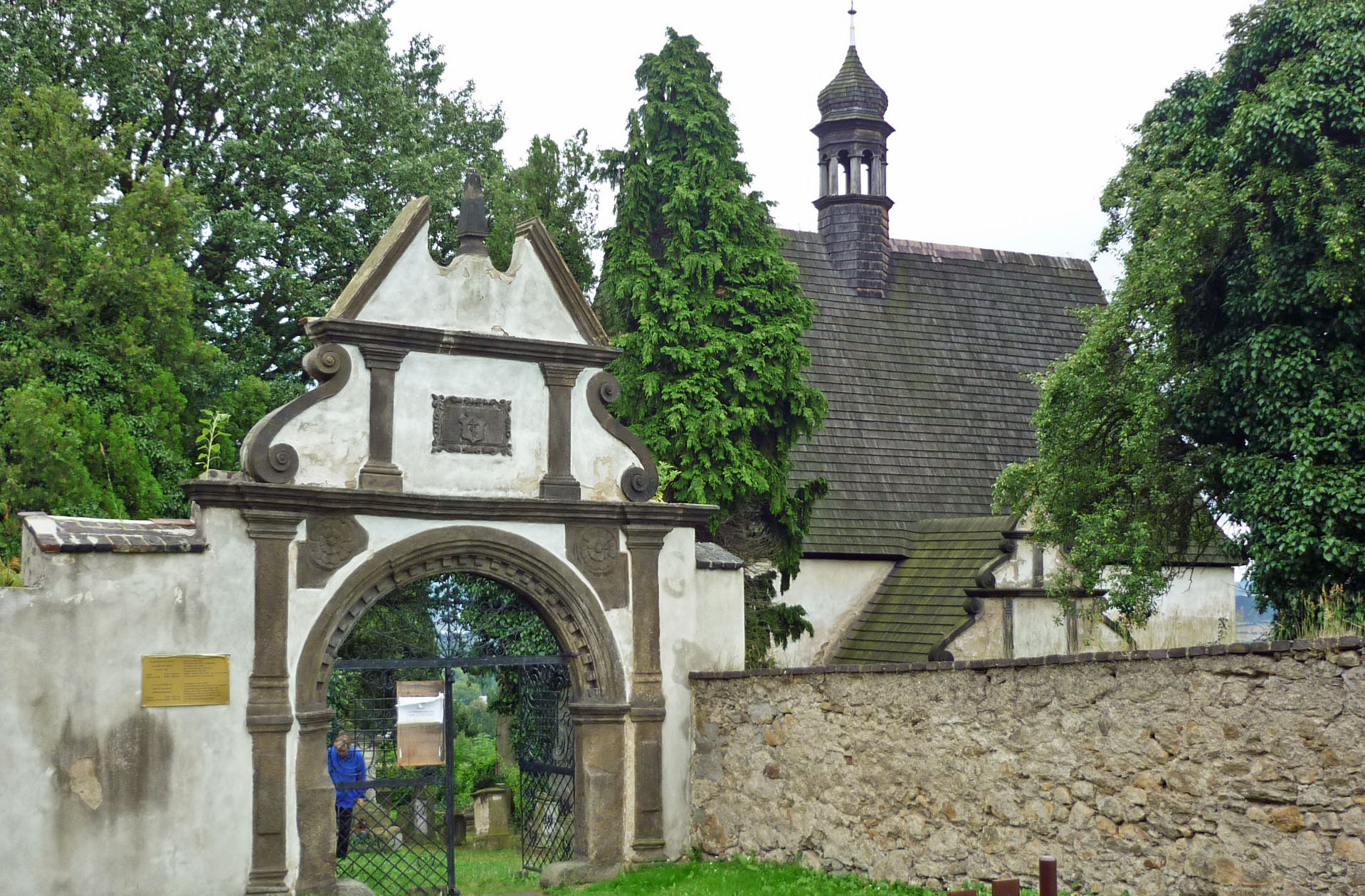
Kirche St. Anna mit Umfassungsmauer

### Museen
- Besucherbergwerk Starý Martin. Der Stollen ist Teil des UNESCO-Welterbes Montanregion Erzgebirge.
- Muzeum Krupka, Husitská 209/21

### Bauwerke
- Wallfahrtskirche Mariaschein im Ortsteil Bohosudov (Mariaschein)
- Kirche Mariä Himmelfahrt (Kostel Nanebevzetí Panny Marie), im 13. Jahrhundert erbaut
- ehemalige Spitalkirche Hl. Geist (Špitalni kostel sv. Ducha), erstmals 1454 erwähnt
- Friedhofskirche St. Anna (Kostel sv. Anny) von 1516
- Ruine der St.-Prokop-Kirche
- orthodoxe Wenzelskirche
- Burg Graupen (Hrad Krupka) mit Gedenkstein an den dortigen Besuch von Johann Wolfgang von Goethe
- Ruine der Geiersburg (Hrad Kyšperk) aus dem 14. Jahrhundert.

### Sonstige
- Grenzüberschreitender Bergbaulehrpfad, beginnend beim städtischen Museum, über die Burg Graupen zum Bergbaumuseum Alter Martin (Starý Martin), weiter auf den Berg Komáří hůrka (Mückenberg), mit einem Blick auf das Böhmische Mittelgebirge, weiter über die St.-Wolfgang-Kapelle (Kaple sv. Wolfganga) nach Cínovec (Hinterzinnwald), wo er auf der deutschen Seite weiter führt.
- Vom Stadtteil Bohosudov führt eine 2350 Meter lange, 1952 errichtete Sesselbahn auf den Komáří hůrka.
- Barockstatue des Hl. Franz Xaver aus dem Jahre 1717
- Gedenkstein für den Augenarzt Professor Carl Ferdinand von Arlt

## Trivia
Die amerikanische Tageszeitung Chicago Daily Tribune berichtete im Herbst 1885 von einem Mord im böhmischen „Sobachleben“, als der Bergarbeiter Anton Blaschek seine Frau im Schlaf durch einen Hieb mit der Axt auf ihren Schädel tötete. Er selbst nahm dann einen Sprengsatz in seinen Mund „and succeeded in blowing out his brains so completely that scarcely any remnants were found of his head.“ Zum Glück, so die Meldung, blieben die beiden Kinder, die bei ihrer Mutter schliefen, von der Explosion unverletzt.

## Söhne und Töchter der Stadt
- Ferdinand von Arlt (1812–1887), österreichischer Chirurg und Augenarzt
- Joseph Dittrich (1794–1853), römisch-katholischer Geistlicher in der Oberlausitz
- Wilhelm Häusler (1881–1969), sozialdemokratischer Politiker
- Karl Kern (1902–1982), deutschsprachiger Schriftsteller, Redakteur und Lyriker
- Lothar Mörl (* 1940), deutscher Ingenieur und Hochschullehrer
- Marianne Traub (* 1934), deutsche Bildhauerin

## Städtepartnerschaften
- Geising (1995), Deutschland